# Quindina sanantonio
Espèce
Quindina sanantonio est une espèce d'opilions laniatores de la famille des Nomoclastidae.

## Distribution
Cette espèce est endémique du département de Valle del Cauca en Colombie. Elle se rencontre vers Santiago de Cali.

## Description
Le mâle holotype mesure 2,80 mm et la femelle paratype 3,05 mm.

## Systématique et taxinomie
Cette espèce a été décrite par Betancourt-Caicedo, Pinto-da-Rocha et Cabra-García en 2024.

## Étymologie
Son nom d'espèce lui a été donné en référence au lieu de sa découverte, San Antonio.

## Publication originale
- Betancourt-Caicedo, Vásquez-Ordóñez, Pinto-da-Rocha & Cabra-García, 2024 : « Two new species of the genus Quindina Roewer, 1914 (Opiliones: Nomoclastidae) from Colombia: phylogenetic relationships and notes on their nest architecture. » Journal of Natural History, vol. 58, no 41/44, p. 1937–1959.